# غالو رومانسية
الغالية-رومانسية أو الغالو-رومانسية هو فرع يشمل من اللغات الرومانسية يشمل على الفرنسية واللغة الأوكسيتانية واللغة الفرانكوبروفنسالية وعدة لغات أخرى في فرنسا الحديثة وشمال إيطاليا وسويسرا وشرق إسبانيا. تشكل اللغات الغالورومانسية مع المجموعة الأيبيرية الرومانسية، اللغات الرومانسية الغربية. مثل كل اللغات الرومانسية تعود اللغات الغالورومانسية إلى اللاتينية. تطورت كمجموعة فرعية واحدة استخدمت في الغال بين القرنين الرابع والتاسع الميلاديين.